# Luciano Vitullo
Luciano Vitullo (* 3. Februar 1983) ist ein ehemaliger argentinischer Tennisspieler. Er war ein erfolgreicher Junior-Spieler und gewann 2001 die Doppelkonkurrenz der Australian Open.

## Karriere
Vitullo spielte bis 2001 auf der ITF Junior Tour. Sein bestes Ergebnis bei Grand-Slam-Turnieren war im Einzel der Einzug ins Halbfinale bei den US Open und ins Viertelfinale bei den Australian Open. Im Doppel gewann er mit Ytai Abougzir den Titel bei den Australian Open 2001 bei nur einem Satzverlust. In der Junior-Rangliste kam er im März 2001 auf Platz 8 im Einzel und Rang 12 im Doppel.
Bei den Profis spielte Vitullo ab 2000 fast ausschließlich auf der drittklassigen ITF Future Tour. 2001 konnte er im Einzel zwei Finals auf der Tour erreichen und eines davon zu seinem ersten Titel nutzen. Kurz nach seinem zweiten Titel 2002 kletterte er auf sein Karrierehoch von Rang 440. Danach konnte er 2003 und 2005 nochmal in ein Finale einziehen. Im Doppel gewann Vitullo 2005 zwei Titel und stand 2006 auf Platz 627 der Weltrangliste. Auf der höher dotierten ATP Challenger Tour kam er in seiner Karriere nur auf drei Einsätze, seinen einzigen Sieg holte er 2002 im Doppel von Gramado.